# مینفورد (اوهایو)
مینفورد (به انگلیسی: Minford) یک منطقهٔ مسکونی در ایالات متحده آمریکا است که در شهرستان سیوتو، اوهایو واقع شده‌است. مینفورد ۴٫۵ کیلومتر مربع مساحت و ۶۹۳ نفر جمعیت دارد.